# Голер (река)
Голер (англ. Gawler River) — река в районе Среднего Севера Южной Австралии. Протекает по Аделаидским равнинам. Долина реки широко используется как сельскохозяйственные угодья для выращивания пшеницы, а также для овцеводства, фруктовых садов и виноградников. Названа в честь второго губернатора Южной Австралии Джорджа Гоулера.

## География
Река образована слиянием двух рек, текущих с хребта Маунт-Лофти — Норт-Пара и Саут-Пара — в городе Голер на высоте 52 м над уровнем моря. Голер течёт в основном на запад по Аделаидским равнинам. Устье находится в национальном парке Аделаидский международный птичий заповедник, который состоит в основном из мангровых лесов в приливных равнинах. Впадает в залив Сент-Винсент между Порт-Голером и Бакленд-Парком. Длина русла — 41 км.
Голер подвержен периодическим наводнениям, происходящих вдоль большей части реки и начинающихся от посёлка Голер, как с Норт-Пара, так и с Саут-Пара.